# Gustavo Muñoz Veiga
Gustavo Muñoz Veiga (Valencia, 21 gennaio 1951) è un economista, saggista e traduttore spagnolo.

## Biografia
Veiga è nato a Valencia il 21 gennaio 1951, ha studiato economia e storia. Professore presso l'Università di Valencia, ha pubblicato saggi e traduzioni. Egli è il fratello del filosofo Jacobo Muñoz.

## Traduzioni
Gustavo Muñoz ha tradotto più di quaranta libri in catalano e castigliano, così come un certo numero di articoli, soprattutto inglese e tedesco. Tra gli autori tradotti citiamo Jacob Burckhardt, Max Horkheimer, Rudolf Hilferding, Goethe, Alain Touraine e Ernest Gellner. Ha pubblicato studi sulla storia del pensiero di Karl Marx, Rosa Luxemburg, Rudolf Hilferding, Max Stirner e Joan Fuster etc.

## Opere
- Intervencions. Entre cultura i política, Tàndem, 1998.
- A l'inici del segle. Un dietari de reflexions, Tres i Quatre, 2002.
- Herència d'una època, Tàndem, 2006.